# Upplands runinskrifter 1141
Upplands runinskrifter 1141 är en försvunnen vikingatida runsten i Gryttby, Vendels socken och Tierps kommun. Stenens höjd är omkring 1,30 meter och dess bredd omkring 1 meter.
Stenen är försvunnen sedan länge och var svårt skadad redan på 1600-talet. Inskriften var redan då i stort sett oläslig.

## Inskriften
Translitterering av runraden:
[...l... ...eir... ...t + kit... ...bra s... ...ni... ...an... ...ti · u... ...hli...]
Normalisering till runsvenska:
... ... ... ... ... ... ... ... ... ... ...